# 菊池郵便局
菊池郵便局（きくちゆうびんきょく）
- 熊本県菊池市にある郵便局。本記事にて記述する。

菊池簡易郵便局（きくちかんいゆうびんきょく）
- 福岡県三井郡大刀洗町にある簡易郵便局。局番号は74827。

菊池郵便局（きくちゆうびんきょく）は熊本県菊池市にある郵便局。民営化前の分類では集配普通郵便局であった。

## 概要
住所：〒861-1399 熊本県菊池市隈府772-1

## 沿革
- 1872年8月4日（明治5年7月1日） - 隈府（わいふ）郵便取扱所として開設[1]。
- 1875年（明治8年）1月1日 - 隈府郵便局（五等）となる。
- 1879年（明治12年）8月16日 - 為替取扱を開始。
- 1880年（明治13年） - 貯金取扱を開始。
- 1892年（明治25年）2月1日 - 隈府郵便電信局となる。
- 1903年（明治36年）4月1日 - 通信官署官制の施行に伴い隈府郵便局となる。
- 1949年（昭和24年）3月1日 - 特定郵便局から普通郵便局に局種別改定[2]。
- 1956年（昭和31年）10月1日 - 菊池簡易郵便局の廃止に伴い、取扱事務を承継[3]。
- 1956年（昭和31年）12月1日 - 菊池郵便局に改称。
- 1991年（平成3年）9月29日 - 河原郵便局から集配業務の一部[4]を移管。
- 1997年（平成9年）9月20日 - 西寺簡易郵便局の一時閉鎖[5]に伴い、取扱事務を承継。
- 1999年（平成11年） - 外国通貨の両替および旅行小切手の売買に関する業務取扱を開始。
- 2004年（平成16年）10月3日 - 竜門郵便局から集配業務を移管。同日、水源郵便局の廃止に伴い、取扱事務を承継[6]。
- 2007年（平成19年）10月1日 - 民営化に伴い、併設された郵便事業菊池支店に一部業務を移管。
- 2012年（平成24年）10月1日 - 日本郵便株式会社発足に伴い、郵便事業菊池支店を菊池郵便局に統合。

## 取扱内容
- 郵便、印紙、ゆうパック、内容証明
- 貯金、為替、振替、振込、国際送金、国債、投資信託
- 生命保険、バイク自賠責保険、自動車保険
- 菊池市内の一部地域の集配業務
- ゆうゆう窓口
- ゆうちょ銀行ATM

## 周辺
- 菊池市役所
- 菊池警察署
- 菊池市立菊池南中学校
- 菊池市立隈府小学校
- 国道325号
- 国道387号
- 迫間川（菊池川支流）

## アクセス
- 熊本電気鉄道バス、産交バス 中央通り停留所もしくは栄町停留所、きくちべんりカー 警察署停留所下車
- 九州自動車道 植木ICから北東へ約13km
- 駐車場あり：22台